# Consolat de Mar
|  | Per a altres significats, vegeu «Consolat de Mar (desambiguació)». |

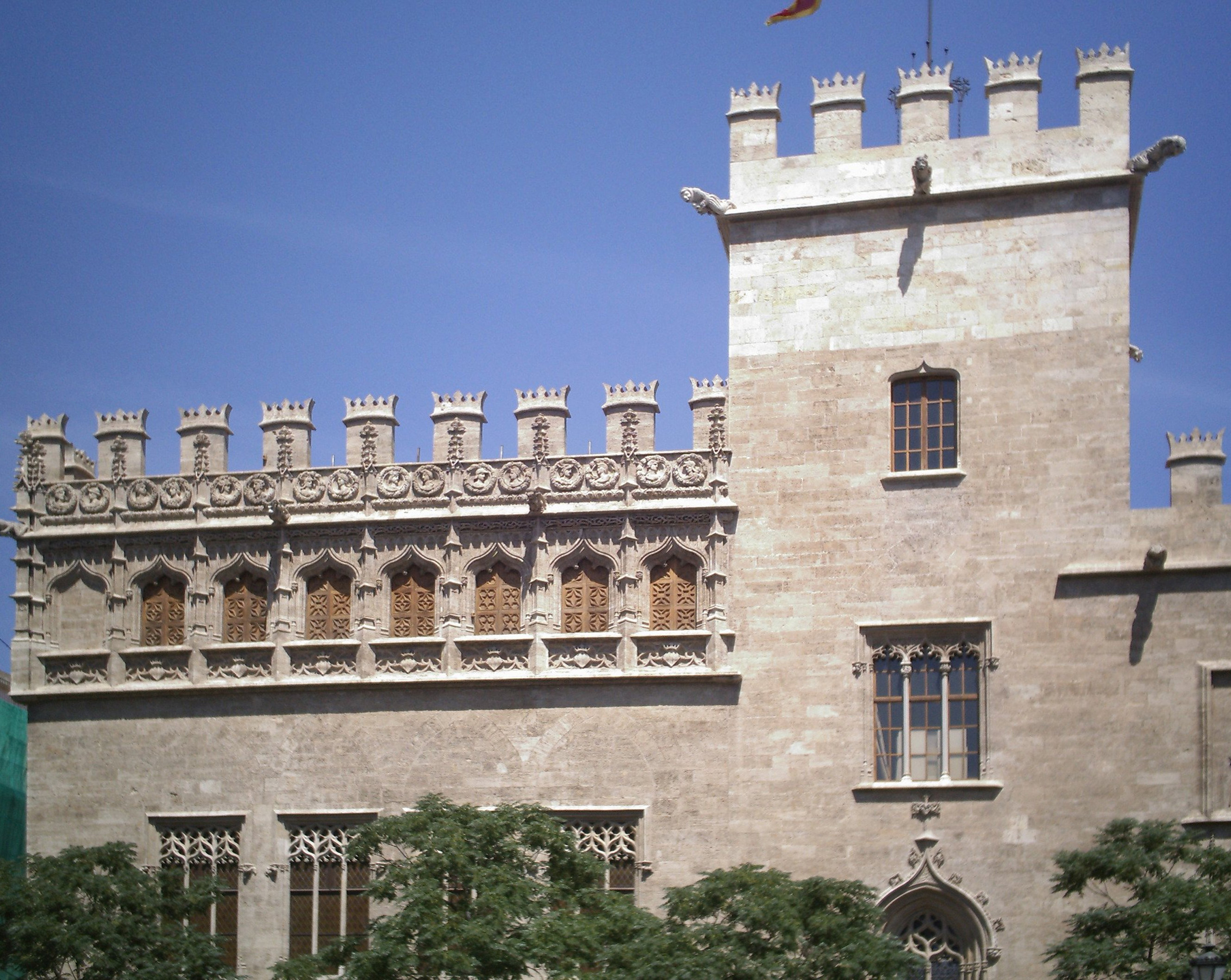
Llotja de la Seda, a València, seu des del 1498.

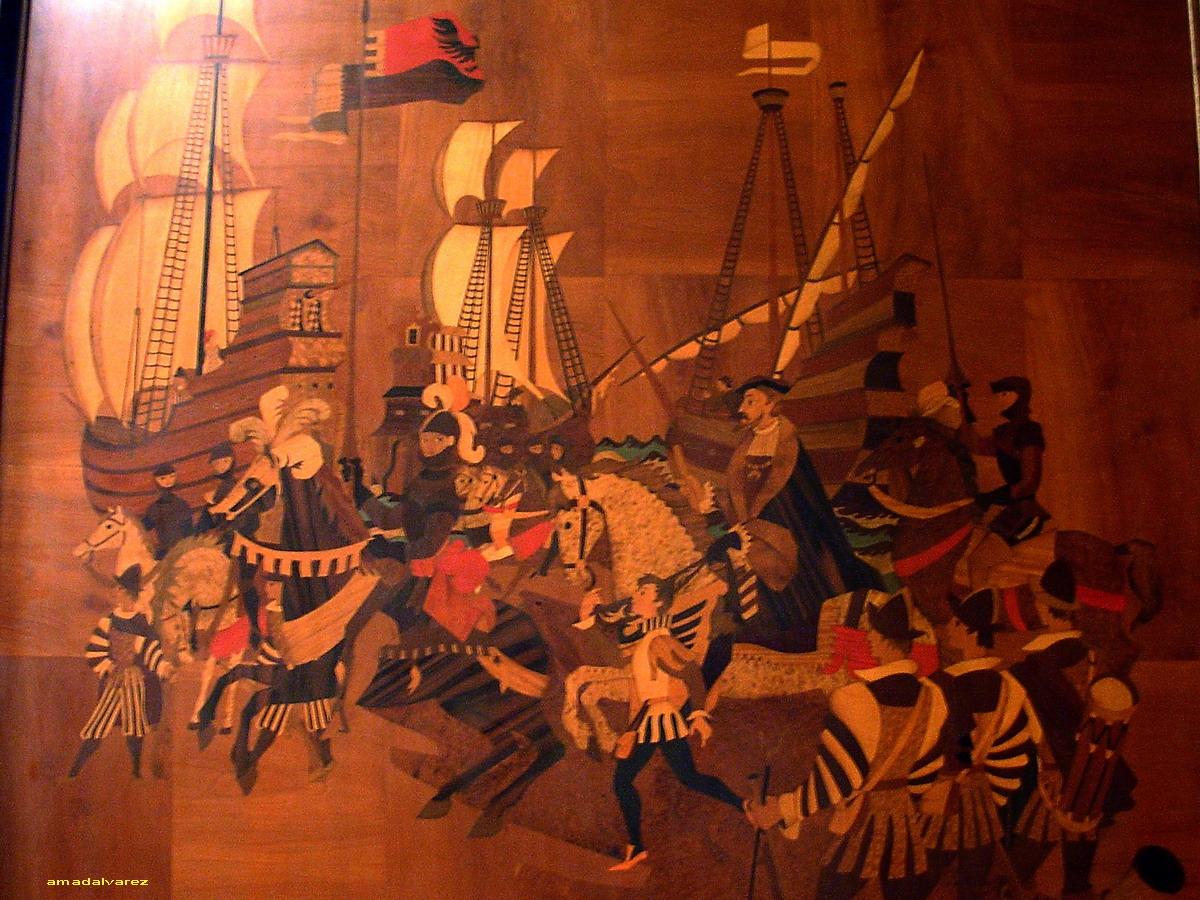
Marqueteria a la sala del Consolat del Mar de la Casa de la Ciutat, a Barcelona.

El Consolat de Mar va ser l'organisme del dret marítim català i d'altres zones a la vora del mar de la Corona d'Aragó, per tractar les qüestions marítimes i comercials i exercir-hi la jurisdicció penal. La competència l'exerceixen dos cònsols de mar i un jutge d'apel·lació, amb independència del govern establert. Aquest Consolat de Mar evoluciona com a codi jurídic i té les seves arrels en el tribunal de la Carta Consular de Barcelona (1258), que té la base en els costums marítims i de comerç tradicionals de Barcelona.
Les normes jurídiques que regulen el dret marítim català, seran aplicades primer per tota la Mediterrània com a dret mercantil i de navegació, passant més tard a l'atlàntic com a dret internacional.
El Consolat de Mar va néixer en l'època del que es coneix com a ius mercatorum. Aquest 'dret dels mercaders' regulava les relacions entre els comerciants de l'època. Aquests comerciants, en una societat bàsicament feudal, agrària i rural, es trobaven a les ciutats, entre elles Barcelona. Val a dir que el ius mercatorum representa les arrels de l'actual dret mercantil. Va néixer per comerciants i per als comerciants, de manera que podem parlar d'un dret corporatiu, donat que calia estar inscrit a la corporació per a poder rebre l'aplicació d'aquest dret. Al mateix temps era d'aplicació autònoma, donat que es va crear una jurisdicció pròpia que tractava el ius mercatorum. Una d'aquestes jurisdiccions és el Consolat de Mar a Barcelona.

## Antecedents
La secular tradició comercial i marítima catalana, empeny cap a una expansió a tot els racons de la Mediterrània i mar enllà fins a l'Atlàntic (segle x). Aquesta expansió va donar com a resultat una munió de rutes que partien del port de Barcelona fins a tots el ports coneguts (segle xiii), encara que n'hi ha cinc de principals o de molt importants:
- ruta del nord d'Àfrica (Tunis, Alger, Trípoli…), amb el transport d'or i d'esclaus.
- ruta de les illes (Mallorca, Sicília, Sardenya…), amb el transport de blat i sal.
- ruta de l'Imperi Romà d'Orient (fins a Constantinoble), amb el transport de cotó, espècies i esclaus.
- ruta d'ultramar (Xipre, Tir, Damasc, Alexandria…), era la gran ruta de les espècies.
- ruta d'occident (fins a Bruges), des d'on es distribuïen els productes orientals a tot Europa.

Aquestes activitats tan complexes i amb tant d'interessos comercials, van fer créixer els òrgans rectors de defensa i de resolució de litigis, des de l'agrupació de comerciants i armadors per a la defensa del port i la ribera fins al dret de les mercaderies, naus, rutes, ports, sous de mariners, assegurances, naufragis... Amb l'afegit d'assegurar el trànsit de les naus per les rutes comercials, freqüentades per pirates serraïns o corsaris genovesos i venecians.

## Seus dels Consolats de Mar

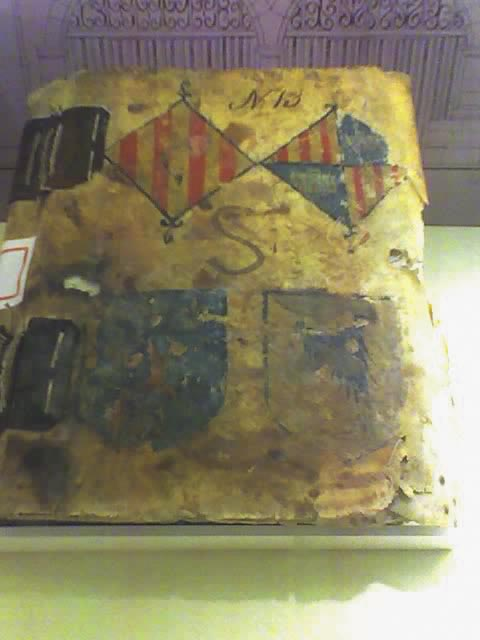
Llibre del Consolat de Mar del amb quatre escuts a la coberta, d'esquerra a dreta i de dalt a baix: Corona d'Aragó (representant Catalunya), Mallorca, Aragó antic (representant el regne d'Aragó) i Sicília.

### A laCorona d'Aragó
- 1260/1282 Es crea el Consolat de Mar a la ciutat de Barcelona.
- 1283 Pere III autoritza la instal·lació del Consolat de Mar de València.
- 1326 Jaume III de Mallorca autoritza la instal·lació del Consolat de Mar a la ciutat de Mallorca.
- 1363 Fundació del Consolat de Mar a Tortosa.
- 1385 Fundació del Consolat de Mar a Girona.
- 1388 Joan I autoritza la fundació del Consolat de Mar a Perpinyà.[3][4]
- 1443 Fundació del Consolat de Mar a Sant Feliu de Guíxols.[5]

### Fora de laCorona d'Aragó
- 1463 Fundació del Consolat de Mar a Montpeller.
- 1474 Fundació del Consolat de Mar a Marsella.
- 1511 Fundació del Consolat de Mar a Bilbao.
- 1543 Fundació del Consolat de Mar a Sevilla.
- 1682 Fundació del Consolat de Mar a Sant Sebastià.

### Altres consolats de catalans

#### Tunis i Bugia
- Abans de 1253, segons consta en documents posteriors ja hi havia hagut alfòndecs de catalans a Tunis i Bugia.
- 1253. Els primers consolats catalans estables i documentats a l'estranger foren els de Tunis i Bugia, en una àrea que els catalans, i concretament els barcelonins, havien visitat amb fins comercials des de més antic. El 1253 ja era en ple funcionament l'alfòndec de Tunis, regit per un cònsol nomenat pel rei.[6]

#### Alexandria
- 1264. Guillem de Montcada, ciutadà de Barcelona, consta com a cònsol dels catalans a Alexandria.[7]

## Transcendència, vigència

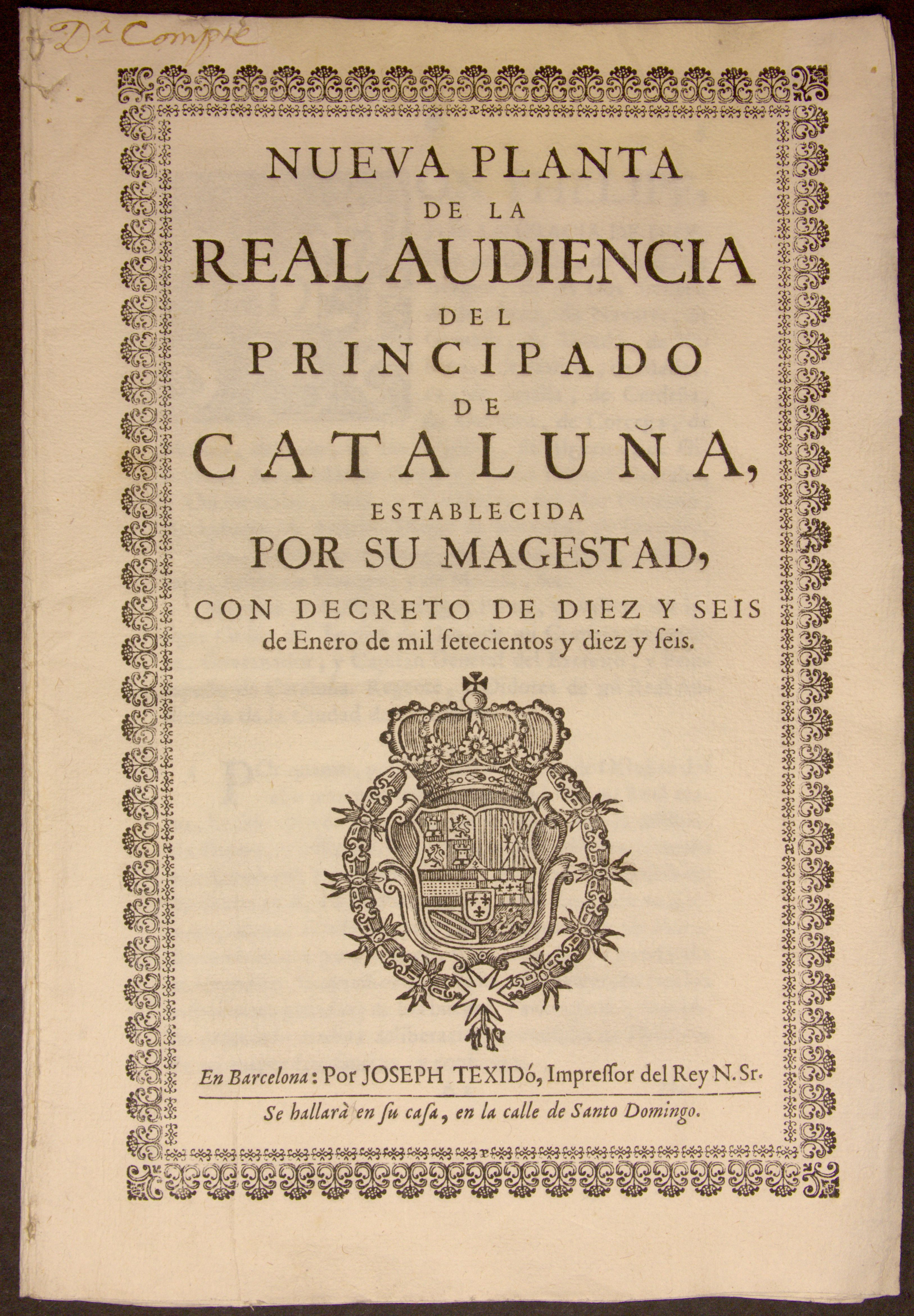
El Decret de Nova Planta, prohibí l'ús de la llengua catalana a l'administració de justícia i de govern de Catalunya